# Станиславівський повіт
Станиславівський повіт (нім. Bezirk Stanislau, пол. Powiat stanisławowski) — історична адміністративна одиниця на українських землях, що входила до складу Австрійської імперії, Австро-Угорщини, Західно-Української Народної Республіки, Української Народної Республіки, Польської Республіки, УРСР і Третього Райху. Повіт існував у період з 1855 до 1944 року. Адміністративним центром було місто Станиславів.

## Австрійська імперія, Австро-Угорщина
Проголошений 1854 року і утворений 29 вересня 1855 р. у складі 25 громад (гмін). 1867 року в ході адміністративної реформи до нього приєднано Галицький повіт із 35-ти громад, також передані громади Озерце, Кінчаки і Кремидів з Монастириського повіту, Тисменичани і Забережжя з Надвірнянського повіту та Чукалівка з Богородчанського повіту (однак у судовій структурі зберігся попередній поділ і Галицький судовий повіт). Таким чином Станиславівський повіт охоплював територію Станіславського та частково Богородчанського, Галицького, Калуського і Надвірнянського районів.
Станом на 1879 рік, повіт налічував 75 населених пунктів, розподілених по 62 кадастрових кварталах.

## Західноукраїнська Народна Республіка
У листопаді 1918 року повіт увійшов до Станиславівської військової області ЗУНР. Повітовим комісаром був старший радник окружного суду Клим Кульчицький, невдовзі його змінив Л. Бачинський, але з січня 1919 р. повернувся Клим Кульчицький. Міським комісаром (бургомістром) був обраний професор гімназії Чайківський Павло, а головою Повітової УНРади надрадник управління залізниці Іван Мирон, його змінив лікар д-р Володимир Янович. Делегатами до УНРади були обрані: від міста — професор гімназії Гнат Павлюх (УРП) і залізничник Осип Устиянович (УСДП); від повіту — Мартин Королюк, селянин із Чернієва (УРП).
Виходили щоденні газети «Нове життя», «Република», тижневики «Републиканець», «Свобода», «Стрілець».

## Республіка Польща
Після польсько-української війни 1918—1919 територія повіту в травні 1919 року опинилася під польською владою. Повіт включений до утвореного у 1920 році Станиславівського воєводства. До складу повіту входило 81 поселення (з них 3 міста, 72 сільські гміни) з 27 840 житловими будинками.

### Зміни адміністративного поділу

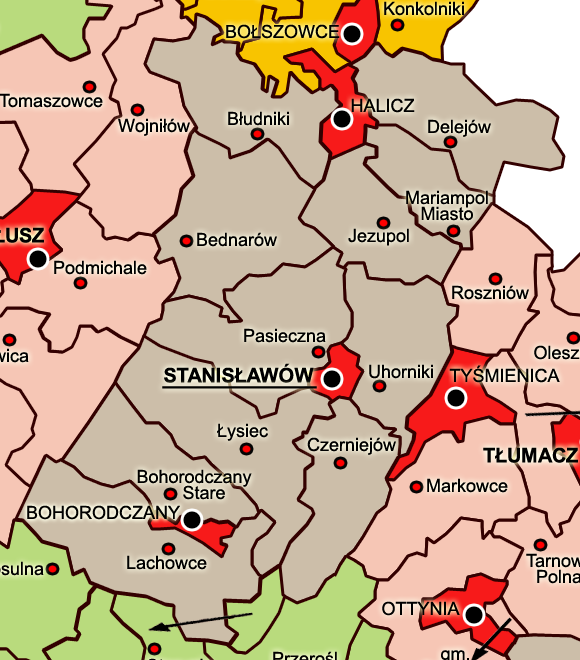
Станіславівський повіт

1 квітня 1932 року зліквідовано Богородчанський повіт, а міська ґміна Богородчани та сільські ґміни Старі Богородчани, Глибока, Глибівка, Горохолина, Гринівка, Іваниківка, Ляхівці, Лесівка, Лисець, Старий Лисець, Новошин, Похівка, Посіч, Саджава, Стебник, Хмелівка передані до Станиславівського повіту.
1934 року до Станиславівського повіту передані села:
- Мединя — з Калуського повіту,
- Підпечери — з Тлумацького повіту[5];
- Бишів — з Підгаєцького повіту Тернопільського воєводства[6].

1 серпня 1934 року виконано об'єднання ґмін (ця адміністративна одиниця до того часу обмежувалася селом чи містом із присілками і хуторами) у великі сільські ґміни (рівнозначні волості).

#### Міста (Міські ґміни)
1. містечко Богородчани — з 01.04.1932. Місто з 1934 р.
2. м. Галич
3. Княгиничі — до 1925 р., коли була приєднана до м. Станиславова
4. м. Станиславів

#### Сільські ґміни
| Об'єднані сільські ґміни 1934 року | Об'єднані сільські ґміни 1934 року | Старі сільські ґміни | Кількість |
| ---------------------------------- | ---------------------------------- | --- | --------- |
| 1                                  | Ґміна Боднарів                     | Боднарів, Бринь, Височанка, Вікторів, Комарів, Майдан, Мединя (з 28.05.1934), Сапогів, Тязів                                                                                | 9         |
| 2                                  | Ґміна Блюдники                     | Блюдники, Дорогів, Залуква, Колодіїв, Крилос, Курипів, Острів, Перлівці, Пукасівці, Седлиська, Суботів, Свєнти Станіслав, Темирівці                                         | 13        |
| 3                                  | Ґміна Старі Богородчани            | Старі Богородчани (з 01.04.1932), Гринівка (з 01.04.1932), Лесівка (з 01.04.1932), Нивочин (з 01.04.1932)                                                                   | 4         |
| 4                                  | Ґміна Деліїв                       | Бишів (з 28.05.1934), Деліїв, Кремидів, Медуха, Межигірці, Озерце, Нові Кінчаки, Старі Кінчакі, Семиківці, Тумир, Тустань, Хоростків                                        | 12        |
| 5                                  | Ґміна Єзупіль                      | Ганнусівка, Єзупіль, Козина, Пітрич, Побережжя, Сілець | 6         |
| 6                                  | Ґміна Лисець                       | Драгомирчани, Забережжя, Іваниківка (з 01.04.1932), Крихівці, Лисець (з 01.04.1932), Старий Лисець (з 01.04.1932), Посіч (з 01.04.1932), Радча, Стебник (з 01.04.1932)      | 9         |
| 7                                  | Ґміна Ляхівці                      | Глібівка (з 01.04.1932), Горохолина (з 01.04.1932), Глибока (з 01.04.1932), Ляхівці (з 01.04.1932), Похівка (з 01.04.1932), Саджава (з 01.04.1932). Хмелівка (з 01.04.1932) | 7         |
| 8                                  | Ґміна Маріямпіль-місто             | Водники, Вовчків, Дубівці, Лани, село Маріямпіль, Маріямпіль | 6         |
| 9                                  | Ґміна Пасічна                      | Загвіздя, Павелче, Пасічна, Пациків, Рибно, Угринів Горішній, Угринів Долішній, Угринів Шляхотський, Ямниця                                                                 | 9         |
| 10                                 | Ґміна Угорники                     | Вовчинець, Добровляни, Колодіївка, Микитинці, Підлужжя, Підпечери (з 28.05.1934), Угорникі, Узин                                                                            | 8         |
| 11                                 | Ґміна Черніїв                      | Братківці, Опришівці, Тисменичани, Черніїв, Чукалівка, Хом'яків, Хриплин | 7         |

* Виділено містечка, що були у складі сільських ґмін та не мали міських прав.

### Населення
Українці-грекокатолики становили 59 % населення повіту (1910).
У 1939 році в повіті проживало 211 860 мешканців (133 720 українців-грекокатоликів — 63,12 %, 9 245 українців-латинників — 2,36 %, 33 070 поляків — 15,61 %, 1 850 польських колоністів міжвоєнного періоду — 0,87 %, 31 430 євреїв — 14,84 % і 2 545 німців та інших національностей — 1,2 %).

## Радянська доба
19 вересня 1939 року більшовицькі війська повністю зайняли територію повіту. 27 листопада 1939 р. повіт включений до складу новоутвореної Станіславської області. Як адміністративна одиниця повіт скасований у січні 1940 р. у зв'язку з переформатуванням території на 5 районів — кожен із кількох колишніх ґмін:
- Галицький район — із ґмін Галич, Боднарів і Блюдники,
- Жовтневий район — із ґмін Єзупіль, Деліїв і Маріямпіль,
- Станіславський район — із ґмін Пасічна й Угорники,
- Лисецький — із ґмін Лисець і Черніїв,
- Богородчанський район — із ґмін Богородчани, Старі Богородчани і Ляхівці.

## Третій Райх
Під час німецької окупації у 1941—1944 рр. Станіславський повіт був відновлений як адміністративна одиниця крайсгауптманшафту Станіслав дистрикту Галичина. Відновлений також був і поділ на ґміни (волості). Після зайняття повіту в липні 1944 р. Червоною армією був відновлений поділ на райони.